# Fagersanna
Fagersanna – miejscowość (tätort) w Szwecji, w regionie administracyjnym (län) Västra Götaland, w gminie Tibro.
Według danych Szwedzkiego Urzędu Statystycznego liczba ludności wyniosła: 684 (31 grudnia 2015), 684 (31 grudnia 2018) i 684 (31 grudnia 2019).